# Bahaísmo
El bahaísmo —conocido como fe bahaí entre sus seguidores y en la bibliografía relacionada— es una religión abrahámica monoteísta, cuyos fieles siguen las enseñanzas del religioso persa Bahá'u'lláh, su profeta y fundador, a quien consideran un Mensajero de Dios para la época actual.
Los principios centrales de la fe bahaí se resumen en tres unidades: la unidad de Dios, la unidad de la humanidad y la unidad de la religión como una serie de revelaciones sucesivas.
Según el Anuario de la Enciclopedia Británica de 1992, la fe bahaí está establecida en 247 países y territorios. Los bahaíes proceden de más de 2100 grupos étnicos, raciales y tribales, y totalizaban en 2020 más de ocho millones de fieles en el mundo, la mayoría en la India. Los principales pasajes de los textos sagrados bahaíes se han traducido a 802 idiomas.

## Historia

### El Báb
En 1844, el comerciante de Shiraz Seyyed Alí Mohammad proclamó ser la «puerta» (Báb), el imán oculto, el Mahdí. Según el Báb, su misión principal era preparar el camino para "Aquel a quien Dios hará manifiesto", el que fue prometido en las escrituras sagradas de todas las grandes religiones del mundo, siendo para los cristianos la Promesa de la Vuelta de Jesús en la Gloria del Padre.
Los seguidores del Báb fueron conocidos como "babíes" y su religión como babismo. Tuvo sus propias escrituras y enseñanzas religiosas, siendo su principal objetivo preparar a sus seguidores para el reconocimiento de "Aquél a quien Dios hará manifiesto". El creciente número de personas que se adherían a estas nuevas enseñanzas alarmó a las autoridades políticas y religiosas de Persia. El Báb y sus seguidores fueron perseguidos, siendo fusilado el propio Bab en Tabriz el 9 de julio de 1850, después de cuatro años de encarcelamiento y destierro y seis años de proclamación.

### Bahá'u'lláh
Mirzá Husayn-'Alí, a quien el Báb dio el título de Bahá'u'lláh (en árabe: ‘gloria de Dios’), era un noble y uno de los primeros seguidores importantes del Báb. Fue arrestado y encarcelado en 1852 durante una gran persecución contra los babíes. En las mazmorras de Siahchal en Teherán, anunció a los más allegados que era el Prometido esperado, "Aquél a quien Dios hará manifiesto". Nueve años después, exiliado en Bagdad (entonces parte del Imperio otomano), anunció de forma pública ser "Aquél a quien Dios hará manifiesto".
Las autoridades persas y otomanas, preocupadas por la influencia ascendente de Bahá'u'lláh, le imponen el exilio: de Bagdad a Estambul, luego a Edirne y finalmente a la colonia penal de Acre (actual Israel) en 1868. Bahá'u'lláh permaneció en Acre hasta su fallecimiento el 29 de mayo de 1892, tras cuarenta años de exilio y confinamiento. Los bahaíes consideran su sepulcro en las afueras de la ciudad como el lugar más sagrado del mundo. Los fieles realizan sus plegarias cada día orientados hacia ese lugar.
El otro lugar santo de los bahaíes en Israel es la tumba o Santuario de El Báb, en la ladera del Monte Carmelo en Haifa. Los restos mortales de El Báb fueron trasladados en secreto desde Persia hasta Tierra Santa y enterrados en el santuario construido y diseñado para ese propósito por `Abdu'l-Bahá.
Bahá'u'lláh escribió el equivalente a más de cien volúmenes de textos que los bahaíes consideran inspirados por Dios, tanto en árabe como en persa. El principal repertorio de las leyes de la revelación de Bahá'u'lláh es el Kítab-i-Aqdas (el Libro más Sagrado). El segundo en importancia es el Kitab-i-Iqan (el Libro de la Certeza), escrito en Bagdad y que reúne los rasgos elementales de la teología bahaí.

### `Abdu'l-Bahá

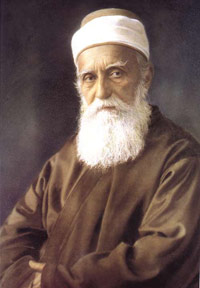
`Abdu'l-Bahá, el hijo de Bahá'u'lláh.

‘Abbás Effendi era el hijo mayor de Bahá'u'lláh', conocido por el título de ‘Abdu'l-Bahá (Siervo de Bahá). `Abdu'l-Bahá' fue designado como el “Centro de la Alianza”, “Cabeza de la Fe” e intérprete único de los escritos de Bahá'u'lláh.
‘Abdu'l-Bahá había compartido con su padre el exilio y la cárcel. En 1898 recibió la visita de los primeros peregrinos occidentales, entre los que estaban Phoebe Hearst y el primer creyente afrodescendiente, Robert Turner. Su confinamiento duró hasta que fue excarcelado con motivo de la revolución de los Jóvenes Turcos en 1908. Poco después de su liberación, ‘Abdu'l-Bahá viajó a Europa, Estados Unidos y Canadá para proclamar las enseñanzas de su padre e impulsar el desarrollo de las incipientes comunidades bahaíes que habían surgido en varios sitios de Europa, Estados Unidos y Canadá. Muchas de sus conferencias y charlas fueron grabadas y se han publicado en libros bajo los títulos de La sabiduría de ‘Abdu'l-Bahá y La promulgación de la paz universal. Otra de las obras de ‘Abdu'l-Bahá, que sentó las bases de la expansión y consolidación de la comunidad mundial bahaí, es una serie de documentos llamados Tablas del plan divino. También mantuvo una copiosa correspondencia con personas y comunidades bahaíes durante muchos años, y muchas de esas cartas o Tablas se han traducido y publicado en varias lenguas.
En 1920, ‘Abdu'l-Bahá fue ordenado Caballero del Imperio Británico en reconocimiento a su labor humanitaria durante la Primera Guerra Mundial. Falleció en Haifa el 28 de noviembre de 1921.

### El Guardián
En el documento conocido como Voluntad y Testamento, `Abdu'l-Bahá estableció las instituciones gemelas de la Guardianía y la Casa Universal de Justicia. Asimismo designó a su nieto mayor, Shoghi Effendi, como "Guardián de la Fe bahaí".
Shoghi Effendi, estudiante en Oxford cuando falleció su abuelo, fue Guardián hasta su propia muerte. Durante treinta y seis años fue preparando la comunidad bahaí y su estructura administrativa de cara a la elección de la primera Casa Universal de Justicia. Ya que el bahaísmo contaba apenas con una comunidad pequeña e inmadura cuando el Guardián se hizo cargo de liderarlo, se necesitaron muchos años para fortalecerla y desarrollarla, hasta que fuera capaz de asumir la estructura administrativa imaginada por `Abdu'l-Bahá. Shoghi Effendi se consagró enteramente a este objetivo.
Tradujo los textos sagrados del bahaísmo y planificó la expansión mundial de la comunidad bahaí, particularmente a partir de 1937 con el lanzamiento del llamado Plan Divino para la difusión del bahaísmo en el mundo. También desarrolló el Centro Mundial Bahaí en Haifa, mantuvo una copiosa correspondencia con comunidades y particulares de todo el mundo y organizó la estructura administrativa, preparando a la comunidad para la futura elección de la Casa Universal de Justicia, que había de ser el máximo órgano legislativo de la administración bahaí. Asimismo nombró a diversas personalidades del mundo bahaí como Manos de la Causa de Dios, un título honorífico que habría de tener enorme importancia en los acontecimientos que sucedieron a su muerte.
El documento Voluntad y Testamento de `Abdu'l-Bahá contempla la sucesión de Guardianes, pero esto no habría de cumplirse. `Abdu'l-Bahá prescribió que a cada Guardián le sucediera su primogénito. En caso de que este no heredara las aptitudes espirituales del Guardián, entonces debía nombrar como tal a otro descendiente varón de Bahá'u'lláh. Sin embargo, Shoghi Effendi no tuvo descendencia y todos los miembros de su familia se habían ido rebelando contra la autoridad que se le había conferido, con lo cual habían sido declarados "quebrantadores de la Alianza" por Shoghi Effendi. Por lo tanto, no le fue posible designar a su sucesor como Guardián.
Por otro lado, la voluntad escrita de `Abdu'l-Bahá establecía que solo la Casa Universal de Justicia estaba facultada para resolver asuntos no tratados por Bahá'u'lláh o `Abdu'l-Bahá, y era obvio que la sucesión de Shoghi Effendi era competencia de ese órgano. Al fallecer repentinamente el Guardián durante una estancia en Londres en 1957, no había establecido aún unas directrices claras sobre quién debía sucederle.

### Elección de la Casa Universal de Justicia
La falta de un testamento en el que Shoghi Effendi declarase concretamente quién era su sucesor, causó un vacío temporal de poder en la cúpula de la administración bahaí. Entonces, las Manos de la Causa se encargaron de dirigir la comunidad internacional bahaí y de preparar la elección de la Casa Universal de Justicia mediante la designación de nueve de ellos con el encargo de dirigir este proceso. Recibieron el nombre de Custodios de la Fe.
La primera Casa Universal de Justicia fue elegida en 1963. Ese mismo año determinó que no había "forma de nombrar o legislar para la designación de un segundo guardián que suceda a Shoghi Effendi", por lo que esta institución bahaí ha quedado vacante oficialmente desde entonces. Los bahaíes fieles a la Alianza aceptaron esta decisión, asumida por la que ellos consideran una autoridad central de su fe guiada por Dios. Sin embargo, diversos movimientos disidentes han elegido a sus propios Guardianes, a los que consideran los legítimos sucesores de `Abdu'l-Bahá y Shoghi Effendi, mientras que son considerados cismáticos por la Casa Universal de Justicia y la gran mayoría del movimiento bahaí.

### La Alianza de Bahá'u'lláh y la división
Desde sus inicios en el babismo, la fe bahaí no ha estado exento de disputas. Ya bajo Baha'u'llah tuvo lugar una divergencia (finalmente escisión) entre él y su hermanastro menor, Subh-i-Azal, a quien el Báb había nombrado vagamente como su sucesor, sujeto al consentimiento de Aquél al que Dios ha de manifestar Bahá'u'lláh. Los seguidores de Subh-i-Azal empezaron a conocerse como azalíes, mientras que los seguidores de Baha'u'llah eran conocidos como bahaíes. Actualmente subsisten algunos millares de azalíes, principalmente en Irán.
La teología bahaí afirma que no son posibles los cismas permanentes dentro de la fe bahaí, aún reconociendo intentos con ese propósito, al igual que en otras religiones anteriores. Desde el inicio de la fe bahaí, y con el fallecimiento de cada figura central de autoridad, han tenido lugar intentos de hacerse con el control de la fe bahaí o de disgregarla. Los bahaíes pertenecientes al grupo mayoritario leal a la Casa Universal de Justicia con sede en Haifa (Israel) creen que cada una de estas tentativas en contra de los bahaíes han acabado desvaneciéndose en las tinieblas gracias a la protección de la Alianza, que consiste básicamente en el testamento y la última voluntad escritos por cada uno de los "centros de la Alianza". Estos testamentos escritos incluyen instrucciones sobre cómo los bahaíes deben resolver los conflictos de opinión, en caso de surgir. La siguiente cita de `Abdu'l-Bahá arroja una luz inequívoca sobre esto:

Una de las características más sublimes de la revelación de Bahá'u'lláh, una enseñanza especial no transmitida por ninguno de los profetas del pasado, es la ordenación y nombramiento del Centro de la Alianza. Mediante este nombramiento y provisión, Él ha salvaguardado y protegido la religión de Dios contra las diferencias y el cisma, haciendo imposible que nadie cree una nueva secta o facción en el credo.
`Abdu'l-Bahá

No obstante, otros textos, incluidos algunos de `Abdu'l-Bahá, dejan claro que existirían tales intentos:

… tan penosa es la conducta de este falso pueblo que se vuelve un hacha golpeando en las mismas raíces del Árbol Bendito. Si hubiese que continuar soportándolos, en pocos días exterminarían la Causa de Dios, Su Palabra y hasta a sí mismos.

Por eso, los amados del Señor deben sustraerse de éstos, evitarlos, frustrar sus maquinaciones y su maligna murmuración, guardar la Ley de Dios y su religión, consagrarse todos a difundir las delicias de Dios y proclamar sus enseñanzas con el máximo esfuerzo.
`Abdu'l-Bahá

Aquellos que niegan y se rebelan públicamente contra la sucesión establecida de la autoridad con la intención de hacerse con el liderazgo, suelen ser declarados "violadores, quebrantadores y rompedores de la Alianza" y, por consiguiente, expulsados de la comunidad bahaí. Según las enseñanzas religiosas de la fe bahaí, el objetivo de la Alianza es salvaguardar la unidad de la comunidad bahaí y protegerla frente a posibles cismas. Algunos critican el uso de la amenaza de declaración de violador, rompedor y quebrantador del convenio por parte de las autoridades religiosas bahaíes como medio para coartar la libertad de expresión.
La tentativa cismática más reciente se remonta a 1960, cuando Charles Mason Remey, una de las Manos de la Causa que dirigían la administración bahaí tras el fallecimiento de Shoghi Effendi, hizo un llamamiento para que la comunidad bahaí lo reconociera como "cabeza de la fe". Un pequeño grupo aceptó a Remey mientras que la mayoría lo rechazaba y seguía fiel a las Manos de la Causa (hasta 1963, fecha de la fundación de la Casa Universal de Justicia) y a partir de 1963, a la Casa Universal de Justicia con sede administrativa en Haifa. El grupo de Remey se escindió en varias facciones, la mayor de las cuales se hizo llamar bahaíes ortodoxos. Tras la muerte de Remey en 1974, su grupo ha sufrido más escisiones. Una historia de estos conflictos -según la perspectiva de la Casa Universal de Justicia- existe en la web bahaí.

### Historia temprana de la fe bahaí en los distintos países
Al haberse difundido recientemente la fe bahaí por distintos países, todavía hay bahaíes que recuerdan los primeros eventos relacionados con su comunidad religiosa en sus respectivos países: quiénes llegaron para servir la fe, qué hicieron, a qué retos se enfrentaron, cómo eran las comunidades a las que llegaron y otros aspectos similares.

## Orden administrativo
La Voluntad y Testamento de `Abdu'l-Bahá es el estatuto del orden administrativo bahaí. En este documento `Abdu'l-Bahá establece las instituciones gemelas de la Guardianía y la Casa Universal de Justicia. Asimismo designa a su nieto mayor, Shoghi Effendi, como
Guardián de la Fe bahaí. Gracias a las precisas instrucciones de la Voluntad y Testamento, no se cuestionó la sucesión del liderazgo.
Como indica este documento de `Abdu'l-Bahá, los papeles desempeñados por la Guardianía y la Casa Universal de Justicia eran complementarios: el Guardián debía cumplir labores de dirección e interpretación, mientras que la Casa Universal de Justicia se orienta a tareas legislativas sobre asuntos no tratados en otros escritos de Bahá'u'lláh o `Abdu'l-Bahá. Ninguna de las dos interfiere en las competencias de la otra. Al quedar vacante la Guardianía tras la muerte de Shoghi Effendi, la Casa Universal de Justicia asumió también las tareas de dirección y liderazgo de la comunidad internacional bahaí, estableciendo que no podría asumir la interpretación del significado de los Escritos, cosa que solo `Abdu'l-Bahá y Shoghi Effendi tuvieron autoridad de hacer.
No existe clero en la fe bahaí. A nivel de base, las comunidades bahaíes se gobiernan por consejos de nueve miembros libremente elegidos, llamados Asambleas Espirituales Locales. De igual modo, las Asambleas Espirituales Nacionales dirigen y coordinan los asuntos de las comunidades bahaíes a nivel nacional. El proceso electoral bahaí es único. No existen candidaturas ni campañas y el propósito es elegir a los miembros que posean en mayor grado las aptitudes espirituales que les permitan servir a la comunidad. Hombres y mujeres de más de 21 años pueden ser electores y ser elegidos miembros de las Asambleas Espirituales Locales y Nacionales. Solo los hombres pueden ser miembros de la Casa Universal de Justicia.

## Doctrina
Las enseñanzas de Bahá'u'lláh se basan en que hay un único Dios que va revelando su voluntad a la humanidad de manera progresiva. Según el punto de vista bahaí, cada una de las grandes religiones introducidas por los Mensajeros de Dios —como Moisés, Abraham, Krishna, Lao-Tse, Buda Gautama, Zoroastro, Jesucristo, Mahoma, Bahá'u'lláh y El Báb— constituyen etapas sucesivas en el desarrollo espiritual de la civilización. Los bahaíes creen que Bahá'u'lláh ha sido el más reciente de estos mensajeros y que sus enseñanzas están orientadas a los nuevos retos morales y espirituales de nuestra época. Los bahaíes a menudo emplean el término "revelación progresiva", que significa que Dios se revela a la humanidad progresivamente, a medida que maduramos y podemos comprender el propósito de Dios al crear la humanidad.

### Principios sociales
Los bahaíes dan una gran importancia a las cuestiones sociales. Durante sus viajes por Europa y Norteamérica en 1912, `Abdu'l-Bahá enumeró en diversas ocasiones los principios fundamentales del bahaísmo en el ámbito de lo social. Son los siguientes:
- La unidad de la humanidad
- La búsqueda independiente e individual de la verdad
- La unidad de las religiones
- La armonía entre la religión y la ciencia
- La educación universal
- La igualdad entre hombres y mujeres
- La eliminación de toda forma de prejuicio
- La eliminación de la pobreza y riqueza extremas
- Un idioma auxiliar universal
- La paz mundial, basada en una legislación común basada en la justicia social

Otro principio bahaí es la moderación en todo (específicamente en el celo libertador, civilizatorio y religioso y en la interpretación literal de las escrituras).
El bahaismo afirma que, aunque los tiempos pudieran presentarse oscuros, el futuro de la humanidad es brillante y la paz mundial es inevitable. También establece que Bahá'u'lláh es la manifestación de Dios para los tiempos modernos. Un bahaí se dedica a seguir sus enseñanzas y observar sus leyes a través de una vida de servicio dedicada al bienestar de la humanidad.

### Ritos
Existen escasos ritos en la fe bahaí. Sin embargo, hay algunas disposiciones que el Kitáb-i-Aqdas prescribe como obligatorias (pero ello no las constituye en ritos):
- La ceremonia matrimonial debe incluir una frase específica de obediencia a la voluntad de Dios.
- Los ritos funerarios deben realizarse en sepultura bajo tierra, en ataúd, y colocando uno o varios anillos en los dedos del difunto con unas inscripciones específicas para hombres y para mujeres. El cadáver debe envolverse en cinco sábanas de seda o algodón, y no debe transportarse para su entierro a más de una hora de viaje desde el lugar del fallecimiento. Durante el funeral se reza una oración colectiva.
- Ayuno durante el último mes bahaí del año, desde el amanecer hasta el anochecer.
- Rezo individual de una oración preceptiva todos los días, orientados en dirección al Qiblih (o "punto de adoración"), que para los creyentes bahaíes es la tumba de Bahá'u'lláh en Bahjí (cerca de Acre).
- Leer diariamente las sagradas escrituras de su fe.
- La Fiesta de los Diecinueve Días es una reunión que las comunidades bahaíes realizan al iniciarse cada mes del calendario bahaí, dedicada a la adoración, consulta y socialización. `Abdu'l-Bahá dispuso que, además de promover la amistad y unidad entre los creyentes, en estas fiestas debe mencionarse a Dios, así como leer versículos de los textos sagrados y entonar cánticos religiosos.[19] La fiesta puede incluir una comida elaborada, aunque no tiene por qué ser así. A veces se toma un refrigerio abundante, pero otras puede ser sólo pan y agua.
- La contribución a los fondos bahaíes es privilegio exclusivo de los creyentes, cuyas aportaciones son confidenciales. Una de las leyes de la Fe, cuyo propósito principal es el de contribuir a eliminar los extremos de pobreza y riqueza y ayudar a desarrollar el espíritu y conciencia de generosidad en el creyente, es la del “Huqúqu’lláh” (Derecho de Dios) bajo la cual se prescribe a los creyentes que sobrepasen anualmente una cantidad de ingresos determinada, aportar un 19% de la parte del dinero ahorrado que, bajo estricta consideración personal, consideran que les sobra tras cubrir todos los gastos personales. Las aportaciones a los Fondos y al Derecho de Dios, quedan a conciencia del creyente. No se permite ejercer ningún tipo de presión ni petición personal para ello.

### Leyes y ordenanzas
Las leyes fundamentales de la fe bahaí se basan en las disposiciones del Kitáb-i-Aqdas. Estas disposiciones se han desarrollado y ampliado posteriormente. Primero, por `Abdu'l-Bahá y Shoghi Effendi; y después por la Casa Universal de Justicia. Este organismo también tiene la potestad de legislar sobre aquellas cuestiones novedosas, no dilucidadas en el pasado por las tres figuras centrales del bahaísmo: el Báb, Bahá'u'lláh y Àbdu'l-Bahá.
Algunas de las normas fundamentales que deben seguir los bahaíes son:
- Los bahaíes en buen estado de salud, entre los 15 y los 70 años observan un ayuno de 19 días cada año, entre la salida y la puesta del sol. Tiene lugar del 2 de marzo al 21 de marzo durante el mes de Alá del calendario bahaí.
- Está prohibido el consumo de alcohol o drogas (salvo prescripción médica). El consumo de tabaco no está prohibido pero se desaconseja.
- Los bahaíes obedecerán las decisiones tomadas por sus Asambleas Espirituales Locales y Nacionales (consejos religiosos electos) y la Casa Universal de Justicia. Si lo incumplen reiteradamente de forma que pongan en peligro la unidad de la Fe, se les puede sancionar con la pérdida de derechos administrativos. Las autoridades institucionales bahaíes piden que se evite a toda persona que haya sido declarada quebrantadora de la Alianza.
- La vida familiar se considera la piedra angular de la sociedad. Se alientan los matrimonios. Solo se permite el matrimonio entre hombre y mujer. Se prohíbe cualquier relación homosexual.
  - Se exige castidad fuera del matrimonio.
  - Las parejas deben tener el consentimiento de los progenitores vivos para poder casarse, ya que los bahaíes enseñan que el matrimonio no es solo la unión entre personas sino entre familias.
  - Se espera una fidelidad absoluta de ambos cónyuges.
  - Se permiten los matrimonios entre miembros de distintas religiones. Se fomentan los matrimonios interraciales.
  - Se permite el divorcio, aunque se considera una cuestión grave. Solo se lleva a cabo si, tras un año de separación, la pareja es incapaz de reconciliarse.
  - Los padres deben educar a sus hijos. Si los recursos permiten solo educar a uno de ellos, debe ser la hija, ya que será la que primero eduque a sus futuros hijos.

Otras normas que deben cumplir los creyentes:
- Prohibición de todo tipo de ascetismo o vida monástica.
- Prohibición de constituir cualquier tipo de clero u órdenes religiosas.
- Prohibición de todo acto de sodomía y pederastia.
- No se pueden besar las manos a otra persona (como gesto de obediencia o sometimiento) ni la confesión de pecados.
- No se puede participar en juegos de azar.
- Es obligatorio trabajar en algún tipo de oficio o profesión, y se condenan la indolencia y la pereza. El trabajo se considera una forma de adorar a Dios.
- Deben obedecerse las leyes del país, aunque estas contravengan las leyes bahaíes en algún punto.
- No puede participarse en política, si esta es de carácter partidista.
- Se prohíbe la crueldad hacia los animales. La caza está permitida solo si antes se invoca el nombre de Dios, y de manera regulada para evitar excesos. No pueden consumirse animales muertos encontrados en una trampa.
- Los creyentes no podrán afeitarse totalmente la cabeza. En el caso de los hombres, tampoco dejarse crecer el pelo sobre el lóbulo de la oreja.

Algunas disposiciones del Kitáb-i-Aqdas no se aplican, sea por contravenir la legislación de cada país en concreto, o por considerarse que son normas que corresponden a desarrollos ulteriores del orden administrativo bahaí. Algunas de estas disposiciones son:
- Peregrinaje, al menos una vez en la vida, a uno de los siguientes lugares santos bahaíes: la casa de Bahá'u'lláh en Bagdad, o la casa del Báb (actualmente destruida) en Shiraz. Los creyentes suelen sustituir este peregrinaje por una visita a la Sede Mundial bahaí en Haifa, que incluye el Santuario del Báb y la Casa Universal de Justicia, así como a la tumba de Bahá'u'lláh en Bahjí.
- El adulterio estará penado con el pago de una multa, a determinar por la autoridad bahaí.
- El asesinato y el incendio, con carácter premeditado, se castigan con pena de muerte, que podrá sustituirse por cadena perpetua.
- El robo estará castigado con prisión. A la segunda reincidencia, al ladrón se le deberá marcar la frente y expulsar de la ciudad.

### Calendario
El calendario bahaí fue establecido por el Báb. El año consta de 19 meses de 19 días y 4 o 5 días que se intercalan entre estos para completar un año solar. El Año Nuevo (llamado Naw Rúz) tiene lugar durante el equinoccio vernal, el 21 de marzo, al final del mes del ayuno, y es equivalente a la fiesta tradicional persa de Año Nuevo (Noruz).
El bahaísmo contempla nueve días sagrados al año,  en los que no se trabaja. Esos días conmemoran aniversarios importantes de la historia del bahaísmo.

### Mašriqu'l-Aḏkár

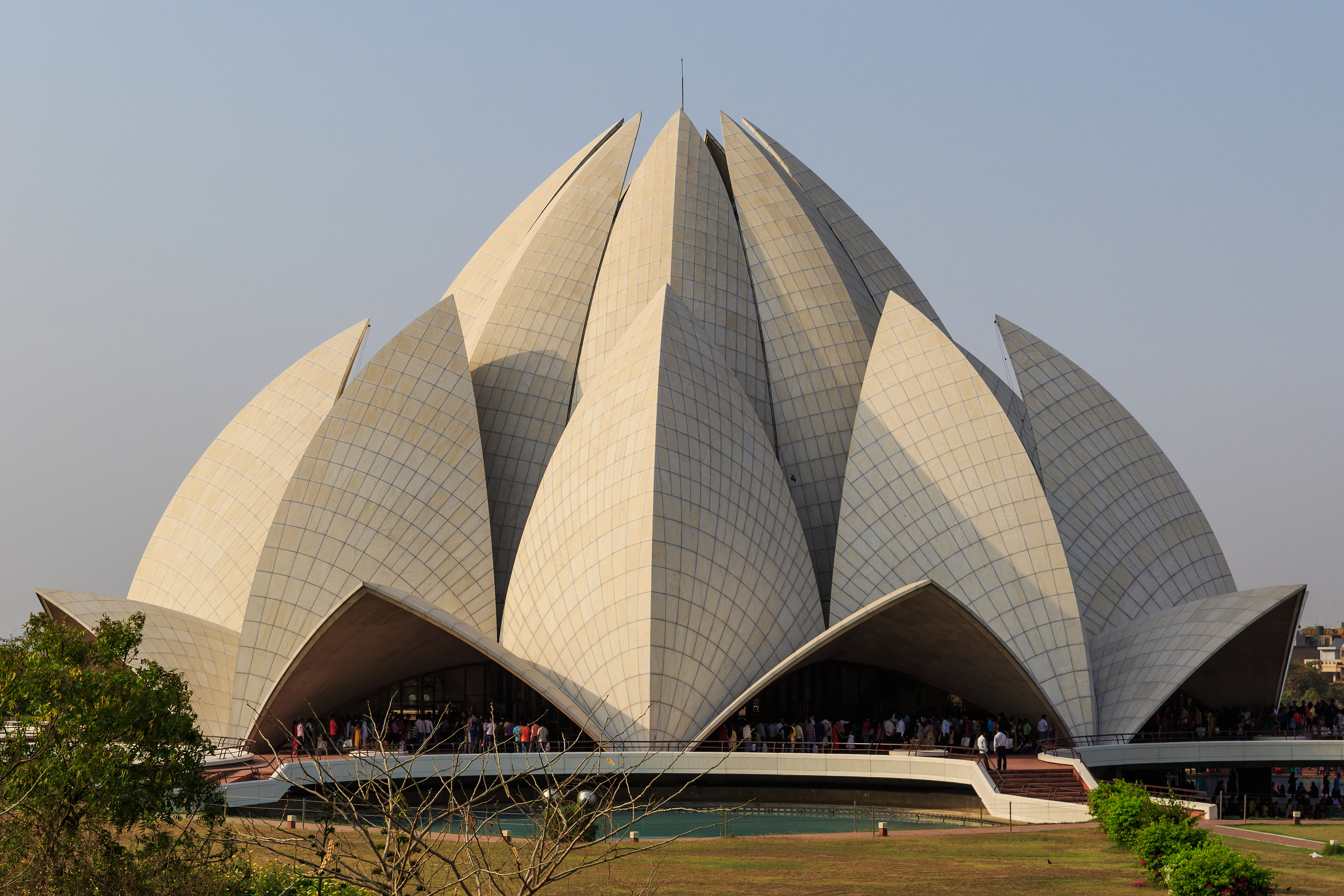
El Mašriqu'l-Aḏkár (casa de adoración bahaí) de Nueva Delhi, que atrae a un promedio de 3,5 millones de visitantes al año.

La mayoría de reuniones bahaíes tienen lugar en casas particulares, centros bahaíes locales, o locales alquilados. En todo el mundo hay solamente ocho casas de adoración bahaíes, entre las que destacan la de Wilmette (Illinois, Estados Unidos), la más antigua entre las que se conservan (una anterior, construida en Asjabad, en el actual Turkmenistán, fue demolida en 1963 tras un terremoto), el "Templo del Loto" en Nueva Delhi (India), y la última casa de adoración de categoría "continental" en Chile (el Templo Bahaí de Chile). En 2018 se inauguró la Casa de Adoración Norte del Cauca, la primera casa de adoración de categoría "local" en Colombia. El nombre utilizado en los escritos bahaíes para referirse a una Casa de Adoración es mashriqu'l-adhkár (lugar de la toma de conciencia del Recuerdo de Dios). El mashriqu'l-adhkár es el centro de un complejo de instituciones de la comunidad bahaí.

### Participación en la sociedad
La fe bahaí promueve de forma activa asuntos que tengan que ver con la justicia social. Acogen el concepto de unidad de la humanidad como patrón de sus actos. La fe bahaí participa cada vez más en proyectos de desarrollo económico y social por todo el mundo.
Bahá'u'lláh abogó por la necesidad de un gobierno mundial en la vida colectiva de la humanidad. Debido a este énfasis la fe bahaí ha apoyado a las Naciones Unidas desde su origen. La comunidad bahaí internacional tiene estatus consultivo ante el Consejo Económico y Social de la ONU y ante UNICEF. Ha desarrollado programas conjuntos de desarrollo con agencias de la ONU.

### Símbolos

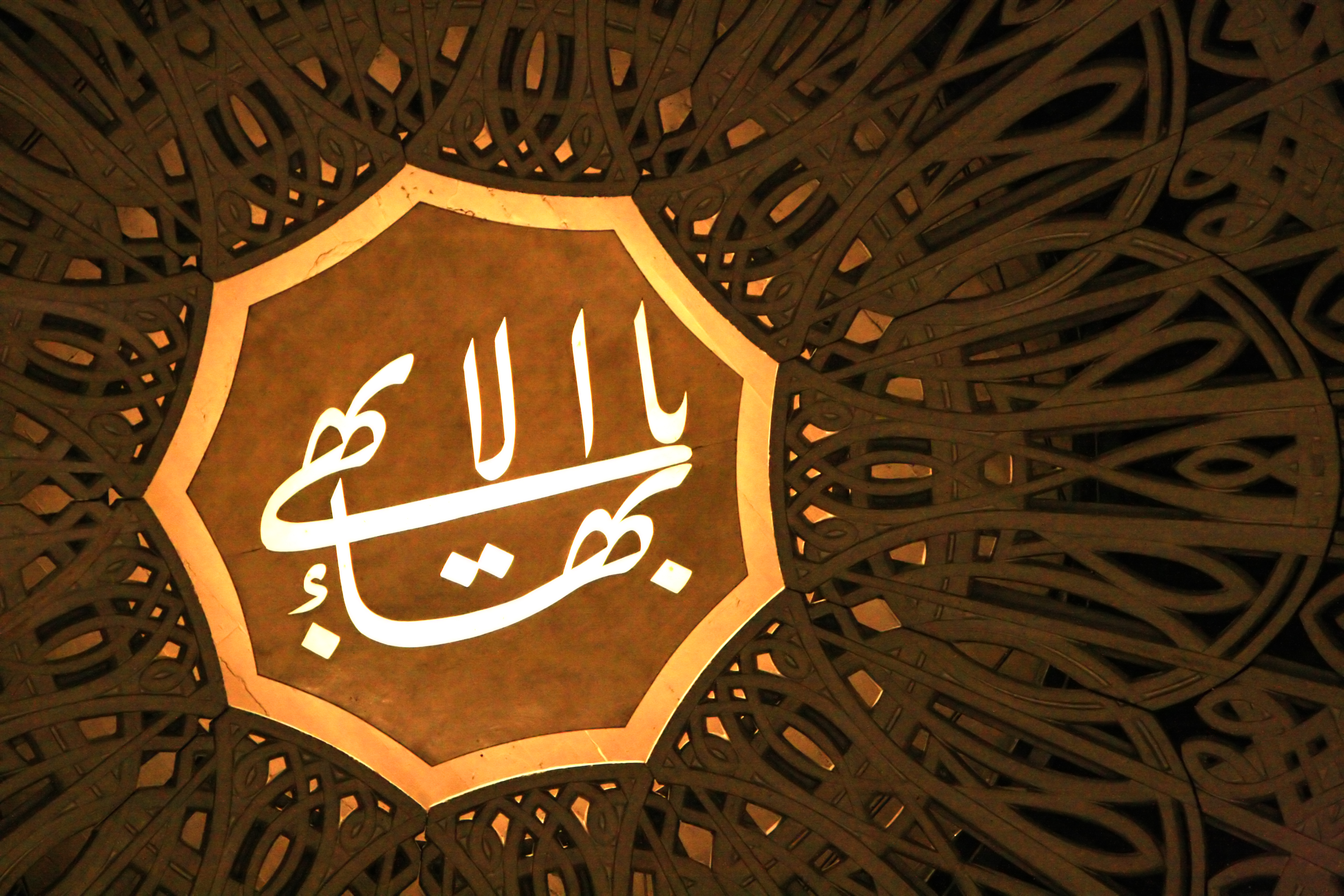
Caligrafía con El Más Grande Nombre

La estrella de nueve puntas es el símbolo oficial de la fe bahaí. Se la conoce como haykal ("templo" en árabe) y fue establecida por El Báb. Tanto El Báb como Bahá'u'lláh escribieron obras en forma de estrella. No obstante, la mayoría de los símbolos de la religión derivan de la palabra árabe bahá (بهاء "esplendor" o "gloria"), identificada con el valor numérico de 9, según la cábala del árabe para la que ب=2,ه=5, ا=1 ,ء=1, título dado por el Báb a Bahá'u'lláh para la ocasión de la conferencia de Badasht y por ello la estrella de nueve puntas ha alcanzado una mayor difusión y popularidad como símbolo de esta religión.
El símbolo usado en anillos y la caligrafía con el Más Sagrado Nombre también suele aparecer, con frecuencia, en forma  de dos estrellas, representando estilizadamente el cuerpo o templo humano con las 5 extremidades, que simbolizan a los dos últimos Profetas de Dios, el Báb y Bahá'u'lláh, separadas por la caligrafía en árabe de la frase Yá Bahá'u'l-Abhá (يا بهاء الأبهى "¡Oh Gloria del Más Glorioso!").